# Kincses Károly (színművész)
Kincses Károly (Budapest, 1948. március 10. –) magyar színművész, opera- és operetténekes.

## Életpályája
Előbb faipari technikumot végzett, majd 1977–1980 között a Színház- és Filmművészeti Főiskola hallgatója volt. 1978–1980 között játszott már a Madách Színházban. 1980–1984 között a Budapesti Operettszínház, 1984–1986 között a Józsefvárosi Színház, 1986–1989 között a békéscsabai Jókai Színház, 1989–1998 között a debreceni Csokonai Színház, 1998–1999-ben az egri Gárdonyi Géza Színház tagja volt. 1999-től a Miskolci Nemzeti Színház színésze.

## Film és televíziós szerepei
- Szemenszedett igazság (1985)
- Szomszédok (1990)
- Julianus barát (1991)
- Senkiföldje (1993)
- Honfoglalás (1997)
- Kisváros (1997)
- Balra a nap nyugszik (2000)
- Sacra corona (2001)
- Sobri, a ponyvafilm (2003)
- Szinglik éjszakája (2010)

## Díjai, elismerései
- Arany Fácán-díj (1988, 1989)
- Déryné Színházi díj (2013)[7]